# Cakchiquel
Cakchiquel (izgovor kakčikel; isto i Kakchiquel, Kaqchikel).- Stari civilizirani indijanski narod porodice Mayan, nastanjen još u vremenima Popol Vuha na području današnje Gvatemale. Povijest i kultura Kakčikela slična je onoj njihovih susjeda Quiché Indijanaca o kojima znamo prema starim rukopisima kao što su Popol Vuh i Rukopisima Kakčikela iz Tecpán-Atitlána. Prastari narodi što su živjeli u predjelima koje danas naseljavaju Kiče i Kakčikeli, živjeli su i Zacahá (današnja Salcahá), Lamac (njihovo ime znači  'zmija' ), Balamihá (današnja Balamyá), Uchabahá (u području Sacapulasa), Tuhalhá (Sacapulas), Tziquinahá i drugi, koji se vjerojatno u kasnijem periodima pretopiše u Kakčikele, Kiče, i možda druge srodne Mayanske narode. 
Kakčikeli su svoje ime dobili, kako kaže Popol Vuh' predaja tako što su u vrijeme, prije nego što je još došlo sunce, ukrali vatru plemenu Kiče koja je bila prekrivena dimom, njihovo ime navodno znači 'vatra upaljena /dobivena/ iz drveta trenjem', što bi objašnjavalo kako su u ta vremena Indijanci pravili vatru pomoću dva komada drveta. Jedan bi se komad pridržavao nogama na tlu, a drugi bi se brzo okretao rukama. 
Narodi Kiče i Kakčikel tokom povijesti nisu bili u dobrim odnosima, među njima vladao je vječiti rat. Kiće plemena, njih tri (Quiché, Tamub i Ilocab), bijahu savez koji je vodio ekspanzivnu politiku prema ostalim susjednim plemenima, i nastojali su ovladati njima. Takva situacija vladala je i dolaskom prvih Španjolaca. Vjerojatno ogorčeni na Kiče-osvajače oni su 1524. prijateljski dočekali Španjolce. 
Gradovi Kakčikela bijahu kamene strukture, poput ostalih majanskih, a glavno središte Iximché. –U prošlosti glavni simbol Kakčikela bio je ‘zotzil’ šišmiš, pa se i vladarska kuća Kakčikela nazivala Zotzila-ha (odnosno ‘kuća zotzila, ili ‘kuća slijeph miševa ; zotzil je slijepi miš, ha je kuća’. Vođa ove kuće nosio je titulu Ahpozotzil 'vođa ili gospodar slijeph miševa'. 
Anali Kakčikela spominju godinu 1470., kao godinu utemeljenja toga grada koji će Španjolci prozvati Santiago, i bit će prvi glavni grad Gvatemale. Utemelji ga je Alvarado 25 srpnja 1524. 

## Kakčikeli danas
Kakčikeli danas, kao i u stara vremena žive od poljodjelstva, kukuruz je naravno glavna kultura. Njihova religija i kultura danas je mješavina španjolskih i majanskih elemenata. Jezici Kakčikela (ima ih 9) i municipios (municipij) ono je po čemu sebe identificiraju. Svaka ova zajednica ima vlastitu političku i religioznu hijerarhiju, lokalne običaje i svece-zaštitnike.  Ime njihovog glavnog boga (u prošlostibilo je Tzotzihá Chimalcan (izg. Cociha-čimalkan). Ženidba ili udaja van vlastitog municipiosa smatra se nepristojnom. Poznatija sela su im Santa Catarina Palopó i Panajachel.  
Kao i u većine Mayan naroda osobena ženska nošnja je bezrukavni huipil, vrsta bluze, kod Kakčikela izrađena od crvenog pamuka, s geometrijskim dizajnima. Horizontalne cik-cak linije na Cakchiquel-huipilu predstavljaju ‘pernatu zmiju’.

## Vanjske poveznice
- Cakchiquel[neaktivna poveznica]
- Iximche
- Iximche, Guatemala (Foto galerija)
- Comunidad Lingüística Kaqchikel (poslušaj)  Arhivirana inačica izvorne stranice od 15. listopada 2006. (Wayback Machine)